# Alfred Grévin

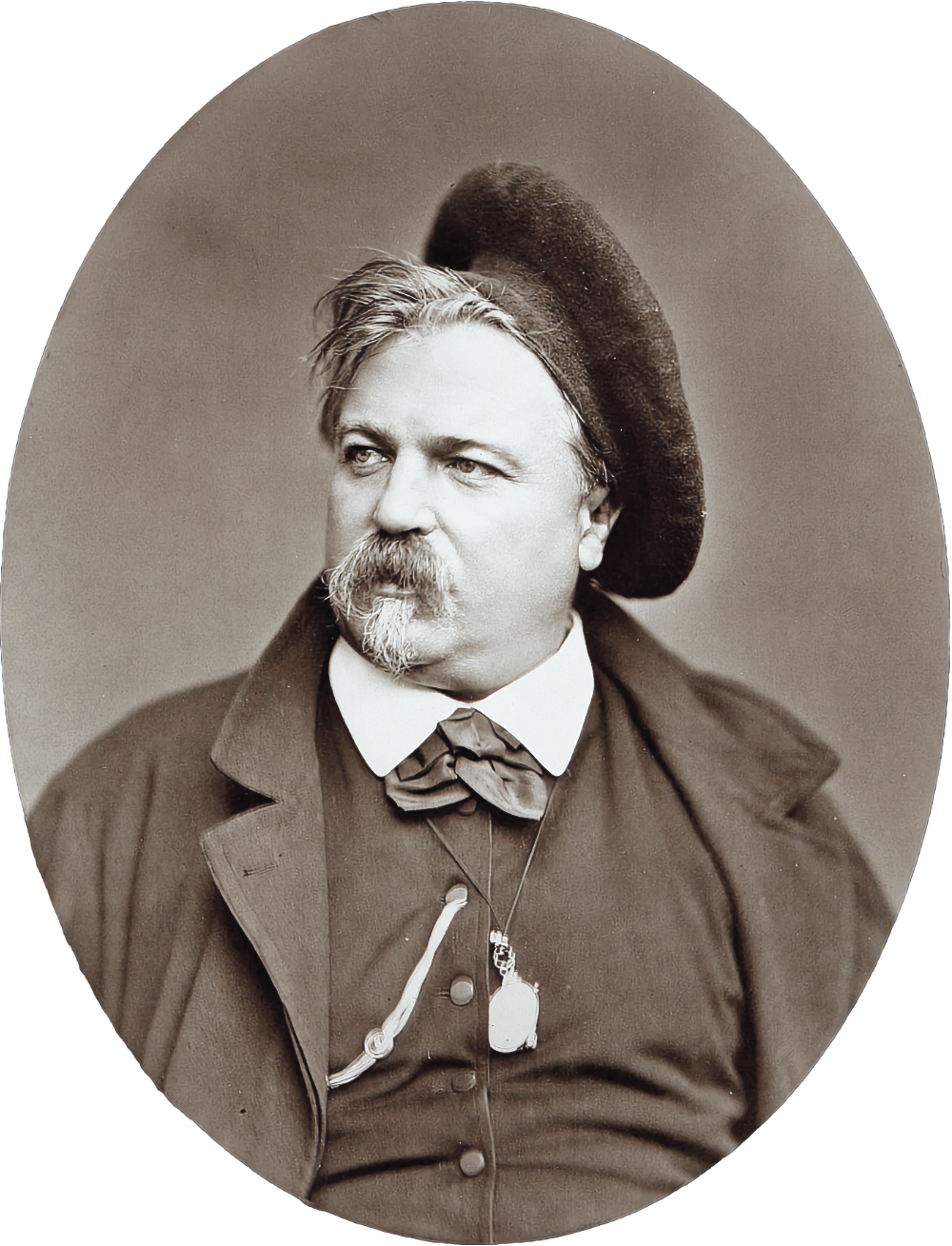

Alfred Grévin, född 28 januari 1827, död 5 maj 1892, var en fransk tecknare.
Grévin skildrade i spirituella och pikanta teckningar och litografier den parisiska nöjes och kokottvärlden under andra kejsardömet. Hans stil var först målerisk men bygger senare nästan uteslutande på linjeeffekt. En mängd album med teckningar av Grévin har utgivits separat. Han teckningar publicerades främst i Petit journal pour rire och Charivari.